# Antonio Rodríguez (Sportler)
Antonio Rodríguez (* 17. März 1926 in Rosario, Santa Fe; † 15. Mai 2007 in Buenos Aires) war ein Oberst der argentinischen Armee, Sportler und Sportfunktionär.

## Karriere

### Sportler
1951 gewann Rodríguez bei den Panamerikanischen Spielen 1951 in Buenos Aires mit der Mannschaft Bronze im Modernen Fünfkampf. In den Jahren 1952 und 1957 wurde er argentinischer Meister mit der Degen-Mannschaft im Fechten und sicherte sich 1957 im Einzel außerdem den Titelgewinn bei den Südamerikameisterschaften. 1963 gewann er die Landesmeisterschaften im Sportschießen mit der Armeepistole.

### Sportfunktionär
Ab 1962 bekleidete er verschiedene Ämter im Fechtverband der Stadt Buenos Aires und im argentinischen Fechtverband, während er auf internationaler Ebene Mitglied der Jury und technischer Leiter der argentinischen Delegationen sowie Präsident des südamerikanischen Fechtverbandes war. Er war Leiter der argentinischen Delegation bei den Olympischen Spielen 1976 in Montreal (Kanada).
1977, während der argentinischen Militärdiktatur, trat er in das Argentinische Olympische Komitee (COA) ein, um den Peronisten Pablo Cagnasso zu ersetzen. Er blieb bis 2005, als er seinen Platz an Julio Casanello abtrat. Im Jahr 1982 gründete er die Argentinische Olympische Akademie.
Im Jahr 1990 wurde er zum Mitglied des Internationalen Olympischen Komitees (IOC) gewählt, ein Amt, das er bis 2006 innehatte, als er wegen Überschreitung der Altersgrenze zurücktreten musste. Bis zu seinem Tod war er Generalsekretär und Vizepräsident der Panamerikanischen Sportorganisation (PASO) sowie Vizepräsident und erster Präsident und Ehrenpräsident auf Lebenszeit der Organización Deportiva Suramericana (ODESUR).